# 18. etape af Tour de France 2008
Attende etape af Tour de France 2008 blev kørt torsdag d. 24. juli og gik fra Bourg d'Oisans til Saint-Étienne.
- Etape: 18
- Dato: 24. juli
- Længde: 196,5 km
- Danske resultater:

97. Nicki Sørensen + 7.07
- Gennemsnitshastighed: 43,6 km/t

## Sprint og bjergpasseringer

### 1. sprint (Grenoble)
Efter 43 km
| Vinder | Freddy Bichot  | 6p |
| 2.     | Björn Schröder | 4p |
| 3.     | Stéphane Augé  | 2p |

### 2. sprint (Saint-Chamond)
Efter 181,5 km
| Vinder | Marcus Burghardt | 6p |
| 2.     | Carlos Barredo   | 4p |
| 3.     | Mikel Astarloza  | 2p |

### 1. bjerg (Côte de Parmenie)
3. kategori stigning efter 78 km
| Plads | Navn                | Point |
| ----- | ------------------- | ----- |
| 1.    | Carlos Barredo      | 4     |
| 2.    | Marcus Burghardt    | 3     |
| 3.    | Romain Feillu       | 2     |
| 4.    | Christophe Le Mével | 1     |

### 2. bjerg (Col de Montvieux)
2. kategori stigning efter 163 km
| Plads | Navn                | Point |
| ----- | ------------------- | ----- |
| 1.    | Carlos Barredo      | 10    |
| 2.    | Marcus Burghardt    | 9     |
| 3.    | Mikel Astarloza     | 8     |
| 4.    | Christophe Le Mével | 7     |
| 5.    | Romain Feillu       | 6     |
| 6.    | Cyril Dessel        | 5     |

### 3. bjerg (Côte de Sorbiers)
4. kategori stigning efter 188 km
| Plads | Navn                | Point |
| ----- | ------------------- | ----- |
| 1.    | Carlos Barredo      | 3     |
| 2.    | Marcus Burghardt    | 2     |
| 3.    | Christophe Le Mével | 1     |

## Resultatliste
|    | Navn                | Land       | Hold               | Tid     |
| -- | ------------------- | ---------- | ------------------ | ------- |
| 1  | Marcus Burghardt    | Tyskland   | Team Columbia      | 4:30.21 |
| 2  | Carlos Barredo      | Spanien    | Quick Step         | + 0.00  |
| 3  | Romain Feillu       | Frankrig   | Agritubel          | + 3.33  |
| 4  | Christophe Le Mével | Frankrig   | Crédit Agricole    | + 3.33  |
| 5  | Mikel Astarloza     | Spanien    | Euskaltel-Euskadi  | + 3.35  |
| 6  | Samuel Dumoulin     | Frankrig   | Cofidis            | + 6.39  |
| 7  | Cyril Dessel        | Frankrig   | Ag2r-La Mondiale   | + 6.39  |
| 8  | Roman Kreuziger     | Tjekkiet   | Liquigas           | + 6.39  |
| 9  | Leif Hoste          | Belgien    | Silence-Lotto      | + 6.39  |
| 10 | Andy Schleck        | Luxembourg | Team CSC-Saxo Bank | + 6.39  |

## Eksternt link
- (Webside ikke længere tilgængelig) på Letour.fr Arkiveret 28. februar 2011 hos  Wayback Machine (fransk) (engelsk) (tysk) (spansk)